# Gynaecoserica felina
Gynaecoserica felina är en skalbaggsart som beskrevs av Gilbert John Arrow 1946. Gynaecoserica felina ingår i släktet Gynaecoserica och familjen Melolonthidae. Inga underarter finns listade i Catalogue of Life.